# TM Tønder Håndbold
TM Tønder Håndbold ist eine Handballspielgemeinschaft aus der dänischen Kommune Tondern. Die erste Herrenmannschaft gehört derzeit der zweitklassigen 1. division an.

## Geschichte
Die Spielgemeinschaft entstand 1998 durch den Zusammenschluss der Vereine Tønder SF  und Møgeltønder U&IF und hieß zunächst HF Vest Sønderjylland. Zwischen 2004 und 2006 war man Teil des Sønderjysk Elitesport. Nach einem Abstieg aus der 1. division West im Jahr 2001 kehrte man 2006 als eigenständige Spielgemeinschaft wieder in die zweithöchste dänische Spielklasse zurück, welcher man seitdem – mit Ausnahme einer Drittligasaison 2011/12 – durchgehend angehört. 2008/09 nahm das TM erstmals an der Aufstiegsrunde zur Håndboldligaen teil, scheiterte dort jedoch mit sechs Niederlagen in sechs Spielen deutlich. 2015/16 setzte man sich in der Relegation gegen Nordsjælland Håndbold durch und stieg damit erstmals in die Erstklassigkeit auf. 2018 stieg Tønder in die 1. division ab.
2014 nahm der Verein erstmals am Achtelfinale des dänischen Landespokals teil und unterlag dort dem amtierenden dänischen Meister KIF Kolding-Kopenhagen mit 17:34.